# Glueckstal Lutheran Church
Die Glueckstal Lutheran Church ist eine evangelisch-lutherische Pionierkirche im Kidder County im US-Bundesstaat North Dakota. Sie befindet sich 25 km südlich der Ortschaft Tappen freistehend auf den Great Plains Dakotas.

## Geschichte
Glueckstal wurde nach einer von deutschen Siedlern in Russland in der Nähe des Schwarzen Meeres im 18. Jahrhundert gegründeten Ortschaft benannt. Nachfahren dieser Siedler wanderten nach Nordamerika aus und brachten dorthin ihren lutherischen Glauben mit. Um 1900 begann der lutherische Missionar Heinrich Nagel als berittener Wanderprediger im südlichen North Dakota zunächst auf örtlichen Farmen zu predigen. 1908 wurde in Glueckstal ein erstes Kirchengebäude in der regionalen Bautradition aus Grassoden errichtet, da anderes Baumaterial nicht zur Verfügung stand. Durch Nagel wurden zunächst fünf Kirchengemeinden betreut, so dass auch Lesegottesdienste ohne Geistlichen abgehalten wurden, in denen Gemeindeglieder aus deutschsprachigen Predigtbüchern vorlasen.
1913 war die Kirchengemeinde bereits so angewachsen, dass mit dem Bau einer größeren Kirche aus Holz mit Glockenturm auf gespendetem Bauland angefangen werden konnte. Zunächst wurden die Gottesdienste noch weiter auf Deutsch abgehalten und bis 1961 saßen Frauen und Kinder im Kirchenschiff noch auf der linken und die Männer auf der rechten Seite. 
Im Juni 1985 wurde wegen des Wegzugs von Menschen aus der Region in der Kirche der letzte reguläre Gemeindegottesdienst abgehalten, unregelmäßig finden jedoch noch spezielle Gottesdienste statt. Die Kirchengemeinde gehörte zur Amerikanisch-Lutherischen Kirche (ALC), die in der Evangelisch-Lutherischen Kirche in Amerika aufgegangen ist. Im Juni 2008 wurde der 100. Jahrestag des Kirchenbaus gefeiert.